# Féneyrols
Féneyrols is een gemeente in het Franse departement Tarn-et-Garonne (regio Occitanie) en telt 166 inwoners (1999). De plaats maakt deel uit van het arrondissement Montauban.

## Geografie
De oppervlakte van Féneyrols bedraagt 15,7 km², de bevolkingsdichtheid is 10,6 inwoners per km².
De onderstaande kaart toont de ligging van Féneyrols met de belangrijkste infrastructuur en aangrenzende gemeenten.

## Demografie
Onderstaande figuur toont het verloop van het inwonertal (bron: INSEE-tellingen).